# Fernando Redondo
Fernando Carlos Redondo Neri (Buenos Aires, 1969. június 6. –)  argentin labdarúgó, középpályás.

## Pályafutása

### Klubcsapatban
Buenos Airesben született. Mindössze 16 éves volt, amikor bemutatkozhatott az első osztályban az Argentinos Juniors színeiben. A fővárosi együtteset öt éven keresztül erősítette. 1990-ben a spanyol CD Tenerife csapatához távozott, ahol honfitársa Jorge Solari volt az edző. Ebben az időszakban a Real Madrid kétszer is elveszítette a bajnoki címet a rivális FC Barcelonával szemben, a bajnokság utolsó fordulójában a Tenerife elleni mérkőzéseken, melyet a korábbi argentin válogatott Jorge Valdano irányított. Amikor 1994-ben kinevezték a Real Madrid vezetőedzői posztjára, szorgalmazta Redondo leigazolását.
A Real Madridnál eltöltött években vált meghatározó játékossá. A spanyol bajnokságot és a bajnokok ligáját is egyaránt két alkalommal (1998, 2000) sikerült megnyernie. A második BL-győzelem idényében az UEFA megválasztotta az év labdarúgójának. Az Old Traffordon rendezett Manchester United elleni negyeddöntőn Henning Berget egy bámulatos csellel verte meg, majd a kapu elé passzol, amiből Raúl megszerezte a Real Madrid harmadik találatát. A mérkőzés után a hazai edzője Alex Ferguson csak annyit kérdezett: „Mi van ennek a srácnak a lábában? Mágnes?" A madridi évei alatt kapat az El Principe ("a herceg") becenevet.
2000-ben a Milanhoz szerződött, bár nem szívesebben maradt volna a Real Madridnál. Rögtön az első edzései egyikén olyan súlyos térdsérülést szenvedett, hogy kénytelen volt kihagyni az azt követő két és fél évet. Ezalatt lemondott mintegy 5 millió eurónyi fizetésről, a klub által biztosított házról és autóról is. 2004-ben 35 évesen vonult vissza egy újabb térdsérülés miatt.

### A válogatottban
1992 és 1999 között 29 alkalommal szerepelt az argentin válogatottban és 1 gólt szerzett. 1992. június 18-án mutatkozott be egy Ausztrália elleni 2–0-s győzelemmel végződő barátságos mérkőzésen. Már az 1990-es világbajnokságra készülő keretbe is meghívta az akkori szövetségi kapitány Carlos Bilardo, de Redondo inkább az egyetemi tanulmányait részesítette előnyben. Később megkérdezték a történtekről és elmondta valóban kapott meghívást, de úgy érezte nem lenne helye a kezdőcsapatban, így inkább otthon maradt.
Az 1994-es világbajnokságon már részt vett és kezdő volt az összes mérkőzésen, de ő sem tudta megakadályozni, hogy a Románia elleni nyolcaddöntőt 3–2-re elveszítsék és így kiestek. A torna után Daniel Passarella lett az új szövetségi kapitány, aki megtiltotta, hogy hosszú hajú, fülbevalós és homoszexuális játékosok játszanak a válogatottban. Redondo több csapattársával egyetemben a történtek után lemondta a válogatottságot.
Az 1998-as világbajnokságra készülő keretből is kihagyta Redondot Passarella, majd így fogalmazott: „Kétszer kértem meg, hogy játsszon a nemzeti csapatban és kétszer utasította vissza különböző okokra hivatkozva. Majd nyilvánosan kijelentette, hogy nem akar játszani a válogatottban és én nem válogatok be olyan játékosokat, akik nem akarnak játszani Argentínáért". Redondo később megjegyezte: „Kiváló formában voltam, de különös elképzelései voltak a fegyelemről és azt akarta vágassam le a hajam. Nem értettem mi köze ennek a futballhoz, szóval újból nemet mondtam".
1999-ben Marcelo Bielsa alatt még három mérkőzésre visszatért a nemzeti csapatba, de a későbbiekben már csak a klubfutballra szeretett volna koncentrálni, így végleg lemondta a válogatottságot.

## Sikerei, díjai
Real Madrid
- Spanyol bajnok (2): 1994–95, 1996–97
- UEFA-bajnokok ligája (2): 1997–98, 1999–2000
- Interkontinentális kupa (1): 1998

Milan
- UEFA-bajnokok ligája (1): 2002–03
- Olasz bajnok (1): 2003–04
- Olasz kupa (1): 2002–03

Argentína
- Copa América (1): 1993
- Konföderációs kupa (1): 1992

Egyéni
- Konföderációs kupa aranylabda (1): 1992
- FIFA XI (1): 1996
- Az év Tenerife játékosa (2): 1992–93, 1993–94
- Az év Real Madrid játékosa (2): 1996–97, 1999–2000
- UEFA – Év labdarúgója (1): 1999–2000
- Argentin labdarúgó-szövetség: Minden idők legjobb argentin XI-e (2015).